# Эспиноса, Фернандо
Фернандо Эспиноса Баррера (исп. Fernando Espinosa Barrera; родился 9 мая 1983 года в Мехико, Мексика) — мексиканский футболист, игравший на позиции полузащитника.

## Клубная карьера
Фернандо — воспитанник клуба УНАМ Пумас. 11 сентября 2004 года в матче против «Толуки» он дебютировал в мексиканской Примере. В первом сезоне Эспиноса выиграл чемпионат, но его роль в успехе команды была незначительна, он был футболистом резерва. В следующем сезоне он помог «пумам» выйти в финал Южноамериканского кубка и Кубка чемпионов КОНКАКАФ, но его роль в также был незначительна. 10 августа 2008 года в матче против «Толуки» Фернандо забил свой первый гол за УНАМ. Несмотря на первый гол и вновь выигранное золото чемпионата новый тренер отправил Эспиносу в глубокий запас. В следующих сезонах Фернандо начал чаще выходить на поле. В 2011 году он в третий раз стал чемпионом в составе «пум».

## Достижения
УНАМ Пумас
- Чемпионат Мексики по футболу — Апертура 2004
- Чемпионат Мексики по футболу — Клаусура 2009
- Чемпионат Мексики по футболу — Клаусура 2011